# Aspistes analis
Aspistes analis är en tvåvingeart som beskrevs av Kirby 1837. Aspistes analis ingår i släktet Aspistes och familjen dyngmyggor.
Artens utbredningsområde är Northwest Territories, Kanada. Inga underarter finns listade i Catalogue of Life.